# Белопопци
Белопопци (болг. Белопопци) — село в Болгарии. Находится в Софийской области, входит в общину Горна-Малина. Население составляет 745 человек (2022).

## Политическая ситуация
В местном кметстве Белопопци, в состав которого входит Белопопци, должность кмета (старосты) исполняет Анка Крыстанова Ненова (Болгарская социалистическая партия (БСП)) по результатам выборов.
Кмет (мэр) общины Горна-Малина — Емил Христов Найденов Болгарская социалистическая партия (БСП) по результатам выборов.